# Cuicateken
De Cuicateken (Cuicateeks: nduudu yu) zijn een indiaans volk woonachtig in de staat Oaxaca in Mexico. Er leven 22.984 Cuicateken in Mexico.
Zij leven in een heuvelachtig gebied, deels dor, deels regenachtig. Hun buurvolkeren zijn de Mazatec in het noorden, de Chinantec in het oosten, en de Mixtec in het zuiden. De taal van de Cuicateken wordt gerekend tot een van de Mixteekse talen. De Cuicateken zijn een agrarische samenleving; de belangrijkste landbouwproducten zijn maïs, bonen, pompoenen en chilipepers. Kippen en kalkoenen worden gehouden en zijn de belangrijkste bron van proteïnen. Het volk woont in nederzettingen met riet gedekte huizen en wanden van palen of riet. Aardewerk, manden, touwen en netten worden ambachtelijk vervaardigd. De weefkunst wordt niet meer door iedereen beoefend, hoewel in sommige regio's de traditionele zogeheten serape en huipile (lange katoenen overhemden of tunieken) nog steeds wordt gemaakt. Klederdracht verschilt van dorp tot dorp, hoewel de meeste kledij van machinaal geproduceerde textiel wordt vervaardigd.
De Cuicateken aanbidden lokale godheden en een godheid die bekend staat als de 'Heer van de Heuvel'. Er wordt ook geloofd dat elfjes en aardmannetjes / kabouters de lokale heuvels en grotten bevolken. Verschillende verwantschapsriten worden beoefend, waaronder een ritueel met betrekking tot het wassen van de handen; ook worden regelmatig geschenken uitgewisseld. Een kleine groep Cuicateken hebben het Rooms Katholicisme omarmd.